# Cyclosa oseret
Cyclosa oseret là một loài nhện trong họ Araneidae.
Loài này thuộc chi Cyclosa. Cyclosa oseret được Herbert Walter Levi miêu tả năm 1999.